# Mistrzostwa Polski Seniorów w Lekkoatletyce 1927
8. Mistrzostwa Polski Seniorów w Lekkoatletyce – zawody, które rozgrywane były w Warszawie w parku Sobieskiego (obecnie park Agrykola) w dniach 10-12 lipca 1927 roku. Szóste mistrzostwa kobiet odbyły się w Poznaniu na stadionie Warty przy ul. Rolnej w dniach 16-17 lipca.

## Rezultaty
| NR – rekord Polski \| NL – najlepszy wynik w Polsce w sezonie \| SB – najlepszy wynik w sezonie \| PB – rekord życiowy |

### Mężczyźni
| Konkurencja:               | 1. miejsce                                                                                   | Rezultat | 2. miejsce                                                                                | Rezultat | 3. miejsce                                                                      | Rezultat |
| Bieg na 100 m              | Władysław Dobrowolski AZS Warszawa                                                           | 11,0     | Aleksander Szenajch Warszawianka                                                          | 11,0     | Kazimierz Kasperkiewicz AZS Warszawa                                            | 11,0     |
| Bieg na 200 m              | Aleksander Szenajch Warszawianka                                                             | 22,8     | Kazimierz Kasperkiewicz AZS Warszawa                                                      | 23,2     | Zygmunt Weiss AZS Warszawa                                                      | 23,5     |
| Bieg na 400 m              | Stefan Kostrzewski AZS Warszawa                                                              | 51,2     | Zbigniew Korolkiewicz Polonia Warszawa                                                    | 52,0     | Feliks Żuber Warszawianka                                                       | 52,9     |
| Bieg na 800 m              | Stefan Kostrzewski AZS Warszawa                                                              | 2:00,0   | Czesław Foryś Warszawianka                                                                | 2:00,8   | Feliks Malanowski AZS Warszawa                                                  | 2:01,2   |
| Bieg na 1500 m             | Czesław Foryś Warszawianka                                                                   | 4:06,0   | Feliks Malanowski AZS Warszawa                                                            | 4:06,1   | Józef Jaworski AZS Warszawa                                                     | 4:08,6   |
| Bieg na 5000 m             | Alfred Freyer Polonia Warszawa                                                               | 15:54,4  | Roman Sawaryn Pogoń Lwów                                                                  | 16:15,0  | Marian Sarnacki Warszawianka                                                    | 16:15,6  |
| Bieg na 10 000 m           | Alfred Freyer Polonia Warszawa                                                               | 33:40,4  | Stefan Szelestowski Polonia Warszawa                                                      | 34:11,0  | Roman Sawaryn Pogoń Lwów                                                        | 34:15,0  |
| Bieg na 110 m przez płotki | Władysław Dobrowolski AZS Warszawa                                                           | 16,0     | Wojciech Trojanowski AZS Warszawa                                                         | 16,2     | Jerzy Anders Roździeń Szopienice                                                | 17,6     |
| Bieg na 400 m przez płotki | Stefan Kostrzewski AZS Warszawa                                                              | 56,8     | Józef Korolkiewicz Polonia Warszawa                                                       | 57,4     | Czesław Mejro Polonia Warszawa                                                  | 59,8     |
| Sztafeta 4 × 100 m         | AZS Warszawa Zygmunt Weiss Kazimierz Kasperkiewicz Marian Skierczyński Władysław Dobrowolski | 44,8     | Polonia Warszawa Stefan Sikorski Kazimierz Kalinowski Czesław Mejro Zbigniew Korolkiewicz | 45,2     | Warszawianka Wacław Fijałkowski Adam Bowbelski Feliks Żuber Aleksander Szenajch |          |
| Sztafeta 4 × 400 m         | AZS Warszawa Zygmunt Weiss Stefan Ołdak Feliks Malanowski Stefan Kostrzewski                 | 3:28,8   | Polonia Warszawa Kazimierz Kalinowski Stefan Sikorski Czesław Mejro Józef Korolkiewicz    | 3:33,8   | Warszawianka Wacław Fijałkowski Czesław Foryś Adam Bowbelski Feliks Żuber       | 3:34,0   |
| Skok wzwyż                 | Czesław Mierzejewski AZS Warszawa                                                            | 1,70     | Zdzisław Nowak AZS Kraków                                                                 | 1,65     | Kazimierz Nowosad Sokół Jarosław                                                | 1,65     |
| Skok o tyczce              | Stefan Adamczak AZS Poznań                                                                   | 3,50     | Antoni Rzepka AZS Warszawa                                                                | 3,50     | Jan Wieczorek 3 psap Wilno                                                      | 3,40     |
| Skok w dal                 | Stefan Sikorski Polonia Warszawa                                                             | 6,70     | Zdzisław Nowak AZS Kraków                                                                 | 6,39     | Kazimierz Kasperkiewicz AZS Warszawa                                            | 6,38     |
| Trójskok                   | Stefan Sikorski Polonia Warszawa                                                             | 13,33    | Tadeusz Maciaszczyk AZS Warszawa                                                          | 12,68    | Włodzimierz Mokrzycki Sokół Piotrków                                            | 12,54    |
| Pchnięcie kulą             | Kazimierz Górski Sokół Piotrków                                                              | 12,70    | Józef Baran Pogoń Lwów                                                                    | 12,50    | Jerzy Łucki Pogoń Lwów                                                          | 12,40    |
| Pchnięcie kulą oburącz     | Leon Urbaniak Warta Poznań                                                                   | 22,715   | Kazimierz Górski Sokół Piotrków                                                           | 22,385   | Józef Baran Pogoń Lwów                                                          | 21,575   |
| Rzut dyskiem               | Józef Baran Pogoń Lwów                                                                       | 41,28    | Sławosz Szydłowski AZS Warszawa                                                           | 37,74    | Kazimierz Górski Sokół Piotrków                                                 | 37,21    |
| Rzut dyskiem oburącz       | Kazimierz Górski Sokół Piotrków                                                              | 73,58    | Józef Baran Pogoń Lwów                                                                    | 71,525   | Sławosz Szydłowski AZS Warszawa                                                 | 71,50    |
| Rzut młotem                | Kazimierz Górski Sokół Piotrków                                                              | 32,34    | Józef Baran Pogoń Lwów                                                                    | 30,73    | Leon Urbaniak Warta Poznań                                                      | 27,46    |
| Rzut oszczepem             | Józef Smakulski Pogoń Lwów                                                                   | 49,27    | Julian Gruner AZS Warszawa                                                                | 48,30    | Sławosz Szydłowski AZS Warszawa                                                 | 47,40    |
| Rzut oszczepem oburącz     | Sławosz Szydłowski AZS Warszawa                                                              | 87,02    | Józef Smakulski Pogoń Lwów                                                                | 78,68    | Leon Urbaniak Warta Poznań                                                      | 76,50    |

### Kobiety
| Konkurencja:              | 1. miejsce                                                                                      | Rezultat     | 2. miejsce                                                                    | Rezultat | 3. miejsce                                                                                | Rezultat |
| Bieg na 60 m              | Helena Gędziorowska TKS Toruń                                                                   | 8,4          | Stefania Chrupczałowska AZS Warszawa                                          | 8,8      | Anna Breuer Roździeń Szopienice                                                           | 8,8      |
| Bieg na 100 m             | Helena Gędziorowska TKS Toruń                                                                   | 14,1         | Anna Breuer Roździeń Szopienice                                               | (14,5)   | Helena Woynarowska AZS Warszawa                                                           |          |
| Bieg na 200 m             | Wiera Czajkowska Legia Warszawa                                                                 | 28,9         | Jadwiga Rokosz Warszawianka                                                   | 29,6     | Otylia Tabacka KKS Katowice                                                               |          |
| Bieg na 1000 m            | Gertruda Kilos Roździeń Szopienice                                                              | 3:22,3       | Helena Raźniewska Krusche-Ender Pabianice                                     | 3:24,0   | Leokadia Perono KS 06 Katowice                                                            | 3:25,0   |
| Bieg na 80 m przez płotki | Felicja Schabińska Legia Warszawa                                                               | 14,2         | Hanna Jabłczyńska AZS Warszawa                                                | 14,2     | Maria Lange AZS Poznań                                                                    | o 6 m    |
| Sztafeta 4 × 75 m         | AZS Warszawa Stefania Chrupczałowska Helena Aleksandrowicz Hanna Jabłczyńska Helena Woynarowska | 41,1         | Warta Poznań Helena Frydrych Barbara Lutomska Gabriela Franz Helena Szymańska | 41,6     | Legia Warszawa Felicja Schabińska Aleksandra Sosnowska Barbara Złotnicka Wiera Czajkowska | 41,8     |
| Sztafeta 4 × 200 m        | AZS Warszawa Stefania Chrupczałowska Halina Konopacka Hanna Jabłczyńska Helena Woynarowska      | 2:01,0       | Warta Poznań Helena Frydrych Barbara Lutomska Gabriela Franz Helena Szymańska | 2:03,0   |                                                                                           |          |
| Skok wzwyż                | Wiera Czajkowska Legia Warszawa                                                                 | 1,35d        | Felicja Schabińska Legia Warszawa                                             | 1,35d    | Halina Konopacka AZS Warszawa                                                             | 1,30d    |
| Skok w dal                | Maryla Freiwald Makabi Kraków                                                                   | 4,76         | Hanna Jabłczyńska AZS Warszawa                                                | 4,545    | Maria Lange AZS Poznań                                                                    | 4,285    |
| Skok w dal z miejsca      | Maryla Freiwald Makabi Kraków                                                                   | 2,155        | Helena Frydrych Warta Poznań                                                  | 2,125    | Genowefa Kobielska ŁKS Łódź                                                               | 2,115    |
| Pchnięcie kulą            | Halina Konopacka AZS Warszawa                                                                   | 10,02        | Irena Jaśnikowska Cracovia                                                    | 9,47     | Maria Miłobędzka AZS Warszawa                                                             | 8,56     |
| Pchnięcie kulą oburącz    | Halina Konopacka AZS Warszawa                                                                   | 18,44 WR     | Felicja Schabińska Legia Warszawa                                             | 15,445   | Maria Miłobędzka AZS Warszawa                                                             | 15,435   |
| Rzut dyskiem              | Halina Konopacka AZS Warszawa                                                                   | 35,68 NR     | Maria Miłobędzka AZS Warszawa                                                 | 27,18    | Genowefa Kobielska ŁKS Łódź                                                               | 25,745   |
| Rzut dyskiem oburącz      | Halina Konopacka AZS Warszawa                                                                   | 60,57 WR (?) | Anna Pizło Cracovia                                                           | 50,085   | Genowefa Kobielska ŁKS Łódź                                                               | 49,255   |
| Rzut oszczepem            | Maria Malinowska Cracovia                                                                       | 29,50        | Maria Lange AZS Poznań                                                        | 29,15    | Irena Jaśnikowska Cracovia                                                                | 24,33    |
| Rzut oszczepem oburącz    | Maria Malinowska Cracovia                                                                       | 46,29        | Halina Konopacka AZS Warszawa                                                 | 41,19    | Irena Jaśnikowska Cracovia                                                                | 39,90    |

## Maraton
Mistrzostwa Polski w biegu maratońskim mężczyzn zostały rozegrane 25 września w Rembertowie.
| Konkurencja: | 1. miejsce                     | Rezultat  | 2. miejsce                        | Rezultat  | 3. miejsce                     | Rezultat  |
| Maraton      | Alfred Freyer Polonia Warszawa | 3:09:51,8 | Józef Wawrzyn KS 22 Mała Dąbrówka | 3:26:06,8 | Jan Urbański Strzelec Piotrków | 3:26:54,0 |

## Pięciobój
Mistrzostwa w pięcioboju mężczyzn odbyły się 9 października w Wilnie, a mistrzostwa kobiet w tej konkurencji 25 września w Łodzi.

### Mężczyźni
| Konkurencja: | 1. miejsce                     | Rezultat      | 2. miejsce                 | Rezultat      | 3. miejsce              | Rezultat      |
| Pięciobój    | Antoni Cejzik Polonia Warszawa | 3262,50w pkt. | Jan Wieczorek 3 psap Wilno | 3064,43w pkt. | Janusz Rey AZS Warszawa | 2949,96w pkt. |

### Kobiety
| Konkurencja: | 1. miejsce                       | Rezultat     | 2. miejsce                  | Rezultat     | 3. miejsce                       | Rezultat     |
| Pięciobój    | Janina Grabicka Grażyna Warszawa | 2840,17 pkt. | Rolka Raff Grażyna Warszawa | 2723,05 pkt. | Alina Hulanicka Grażyna Warszawa | 2663,67 pkt. |

## Dziesięciobój
Mistrzostwa w dziesięcioboju mężczyzn odbyły się 1 i 2 października w Poznaniu.
| Konkurencja:  | 1. miejsce                     | Rezultat      | 2. miejsce                         | Rezultat      | 3. miejsce                 | Rezultat      |
| Dziesięciobój | Antoni Cejzik Polonia Warszawa | 6276,40w pkt. | Władysław Dobrowolski AZS Warszawa | 6196,00w pkt. | Leon Urbaniak Warta Poznań | 6140,08w pkt. |

## Bieg przełajowy
5. mistrzostwa w biegu przełajowym mężczyzn zostały rozegrane 30 października w Warszawie. Trasa wyniosła 10 kilometrów.
| Konkurencja:            | 1. miejsce                     | Rezultat | 2. miejsce                           | Rezultat | 3. miejsce                 | Rezultat |
| Bieg przełajowy (10 km) | Alfred Freyer Polonia Warszawa | 31:29:0  | Stefan Szelestowski Polonia Warszawa | 31:35,6  | Zdzisław Motyka AZS Kraków |          |